# Guy Hirsch
Guy Hirsch (20 de septiembre de 1915 - 4 de agosto de 1993)  fue un matemático y filósofo de las matemáticas belga, que trabajó en topología algebraica y epistemología de las matemáticas.
Se convirtió en miembro de la Real Academia Flamenca de Bélgica para las Ciencias y las Artes en 1973.
Es conocido por el teorema de Leray-Hirsch, un resultado básico de la topología algebraica de haces de fibras que demostró independientemente de Jean Leray a finales de la década de 1940.